# Zavraždění trapistických mnichů z Tibhirine
Zavraždění sedmi trapistických mnichů z Tibhirine a jemu předcházející pravděpodobný únos těchto mnichů je stále nevyjasněnou událostí, která začala únosem mnichů v noci z 26. na 27. března 1996. Uneseni a zabiti byli převor Christian de Chergé a bratři Christophe, Bruno, Célestine, Paul, Luc a Michael. Podle některých zdrojů byli ještě téže noci mniši zavražděni.

## Historie trapistů v Alžíru

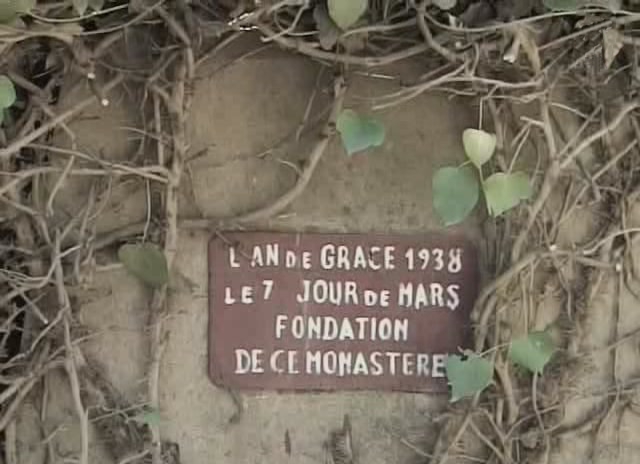
Zakládající datum kláštera v Tibhirine (7. března 1938)

První cisterciáčtí bratři přišli do Alžírska již v roce 1843 a 20. srpna založili klášter v Staouéli, městu ležícím na pobřeží Středozemního moře asi 20 kilometrů západně od Alžíru. Tento klášter byl v roce 1904 zrušen kvůli zákonu zakazujícímu francouzské náboženské komunity v Alžírsku. O tři desetiletí později se trapisté do země vrátili, nejdříve se usadili v městě Benchicao a v roce 1937 se poté přesunuli do Tibhirine poblíž Médey, kde založili opatství.

### Klášter v Tibhirine
Život kláštera významně ovlivnila Alžírská válka za nezávislost, během které byli i nakrátko uneseni dva mniši. Jedním z nich byl i bratr Luc, později jedna ze sedmi obětí zde popisované události. Válka významně snížila počty věřících katolické církve v Alžírsku, a tak generální opat řádu cisterciáků přísné observance na sklonku roku 1963 podepsal dekret o uzavření opatství v Tibhirine i přes nedoporučení alžírského arcibiskupa Duvala.

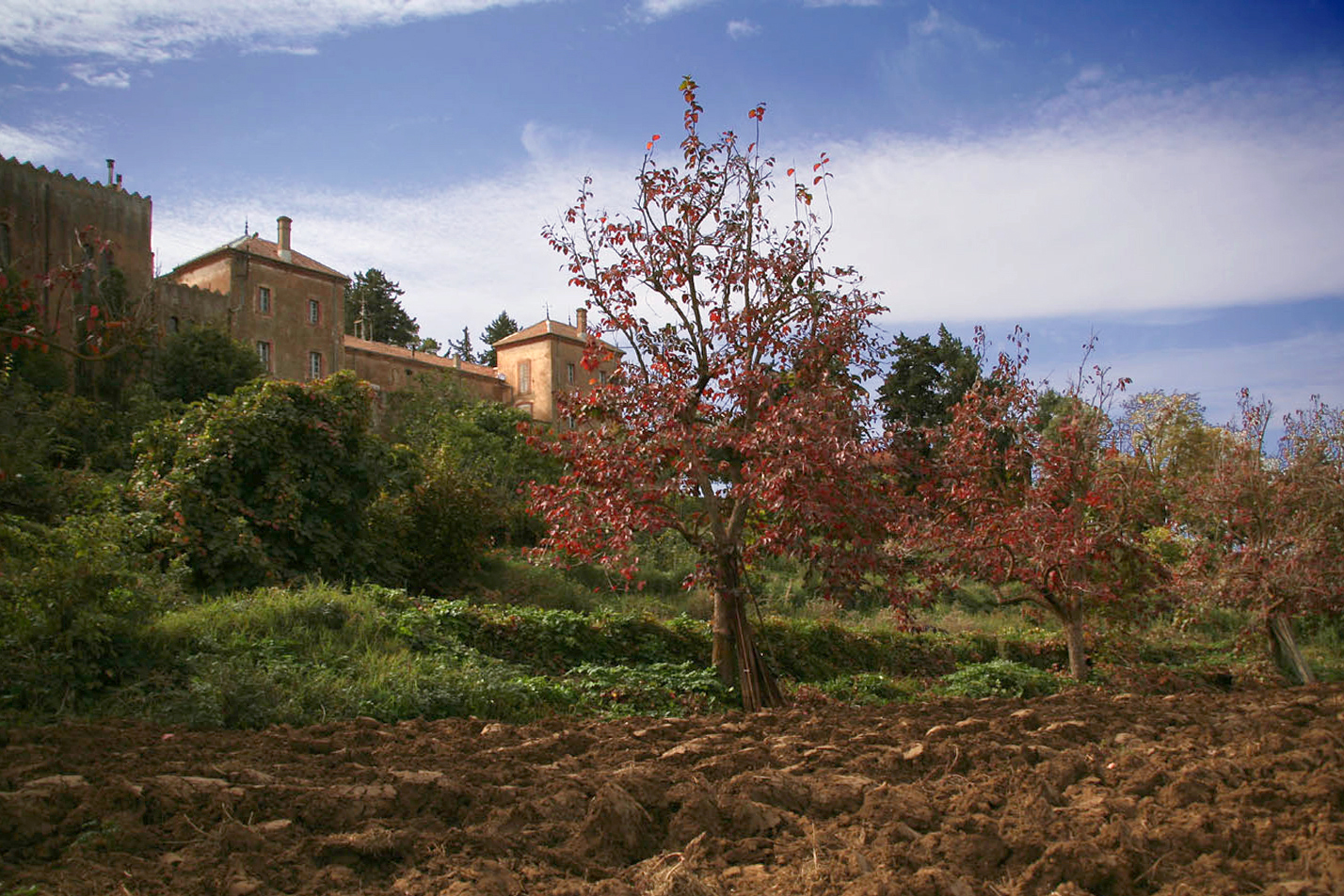
Klášter v Tibhirine (pohled z polí)

K uzavření nakonec nedošlo kvůli úmrtí opata řádu a změněné situaci z důvodu právě probíhajícího druhého vatikánského koncilu, kdy byl větší tlak na setrvání mnichů v této oblasti. Klášter ovšem ztratil postavení opatství. Komunita bratří se ale průběhu let ustálila, proto si mohou mniši zvolit svého představeného. Převorem kláštera byl v únoru 1984 zvolen bratr Christian de Chergé, který byl následně znovu zvolen v roce 1990.

## Předcházející události
Bezpečnostní situace v celé zemi se výrazně zhoršila v lednu 1992, kdy alžírská armáda provedla státní převrat a zrušila výsledky prosincových voleb, ve kterých zvítězila Islámská fronta spásy. Ta byla následně zrušena a její členové přešli do ilegality a vytvořili ozbrojené islamistické skupiny, mezi nimi i Ozbrojenou islámskou skupinu (GIA).
O rok později 17. listopadu 1993 byla představenému kláštera otci Christianovi nabídnuta policejní ochrana kláštera, kterou však odmítl. Bylo ale dohodnuto, že klášter bude na noc zamykán. Tentýž rok o Vánocích několik ozbrojenců klášteru osobně vyhrožovalo a bratři se tak rozhodli postupně klášter opustit a ponechat jej jen s minimálním fungováním. Situace se nicméně časem stabilizovala, a tak mniši od tohoto rozhodnutí upustili.

## Únos a zabití mnichů

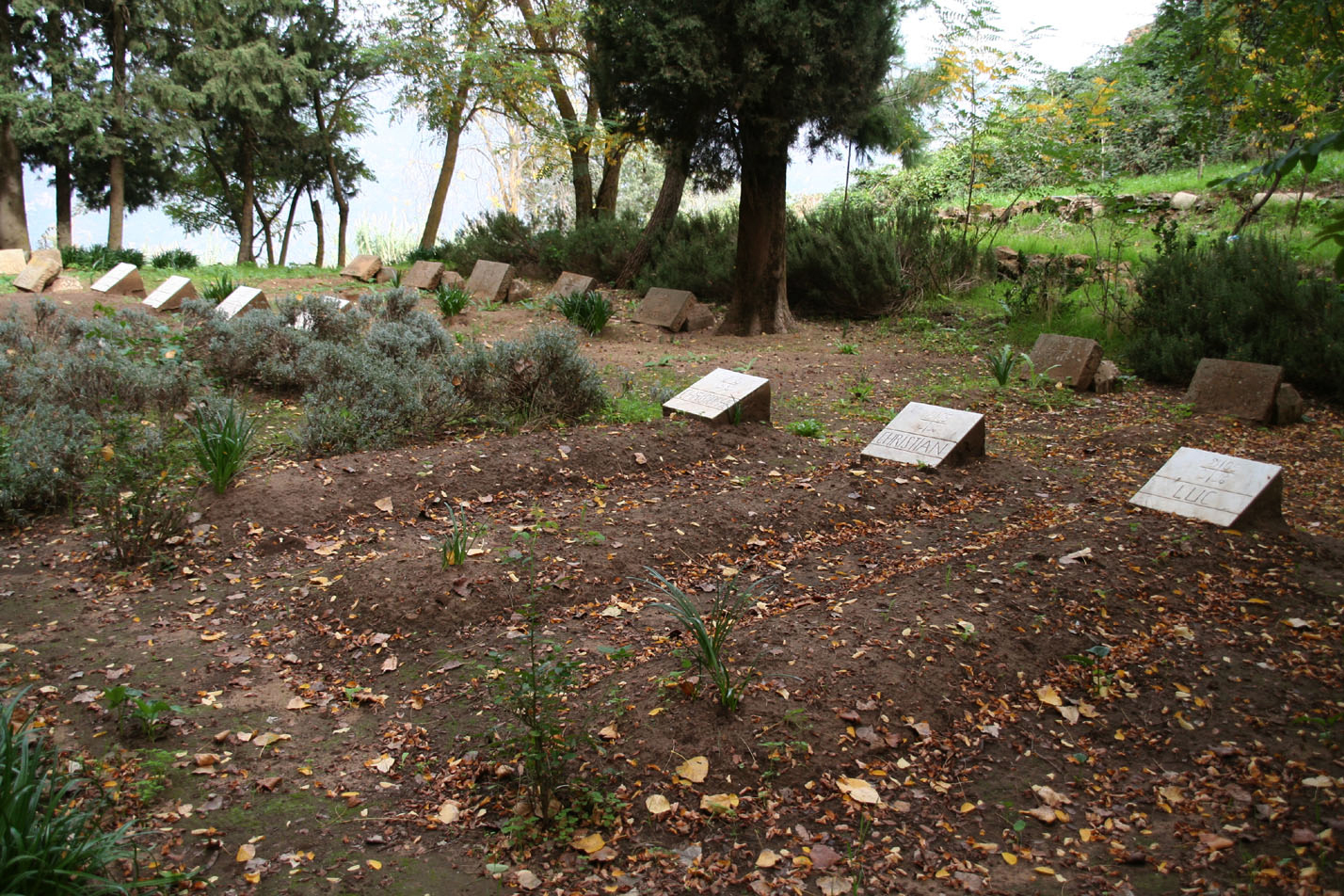
Hřbitov klášteře v Tibhirine, kde jsou pohřbeny i hlavy mnichů, zavražděných v roce 1996

K únosu bratří došlo v noci z 26.–27. března 1996, přesněji v brzkých ranních hodinách ve středu 27. března. Uneseno bylo sedm z devíti mnichů kláštera, protože dva bratři z nedostatku místa přespávali v přístěnku u kláštera a nebyli únosci objeveni. Těmito bratry byl Jean-Pierre Schumacher (1924–2021) a bratr Amédée Noto (1920–2008), oba poté přešli do marockého kláštera ve Fezu a následně do nově vzniklého kláštera Panny Marie v Atlasu poblíž Mideltu v Maroku. 16. dubna dostalo marocké rádio Medi fax podepsaný hlavním velitelem GIA abú Abdar Rahmán Amín přezdívaným jako Džamal Zitúní, komuniké GIA č. 43: „Chcete-li zachránit životy mnichů, neohrožujte mého emisara, který přijde 30. dubna na francouzskou ambasádu v Alžíru. Propustíte-li vy, propustíme i my, avšak odmítnete-li, my podřízneme. Chvála Boží…“
V uvedený den se na francouzskou ambasádu dostavil zprostředkovatel, který nabídl propuštění zadržovaných mnichů, pokud Francie propustí vězněné islamisty. K výměně však nedošlo a francouzský prezident Jacques Chirac další vyjednávání oficiálně odmítl: „S teroristy nikdy nediskutujeme, poněvadž nemluvíme stejným jazykem jako oni. Je-li nám na rozdíl od nich vlastní mravnost, byli bychom navíc stále v ústupné pozici.“
Stejné rádio 23. května obdrželo komuniké GIA č. 44, které vyčítá Francii toto odmítnutí a zároveň informuje, že 21. května byli mniši zavražděni. Ráno 30. května objevil jeden alžírský obchodník před městem Médea strom ověšený lidskými hlavami. Pietní akt za sedm trapistů proběhl 2. června v bazilice Notre Dame d'Afrique v Alžíru.

### Zavraždění
| Jméno                  | Datum a místo narození         | Datum složení věčných slibů | Životopisné detaily |
| ---------------------- | ------------------------------ | --------------------------- | --- |
| o. Christian de Chergé | 18. leden 1937, Colmar         | 1. říjen 1976               | Převor v klášteře v Tibhirine od roku 1984. V letech 1972–1974 studoval v Římě, velmi podporoval mezináboženský dialog. Jeho závěť napsaná více než rok před smrti, se stala významným moderním křesťanským dílem.                                                                            |
| o. Christophe Lebreton | 11. květen 1950, Blois         | 1. listopad 1980            | V klášteře byl novicmistrem a podpřevorem kláštera. Psal básně, jejichž výbor společně s jeho deníkem byly posmrtně publikovány. |
| o. Bruno Lemarchand    | 1. březen 1930, St. Maixent    | 21. březen 1990             | Od roku 1956 byl kaplanem a k trapistům vstoupil jako novic v roce 1981, v roce 1989 pak odešel do alžírského kláštera. Ačkoli byl od roku 1992 přeložen do kláštera v Maroku, v době únosu pobýval v klášteře v Tibhirine z důvodu volby převora tohoto kláštera naplánované na 31. březen.. |
| o. Célestin Ringeard   | 27. červenec 1933, Touvois     | 1. květen 1989              | Od roku 1960 byl kaplanem a do řádu trapistů vstoupil v roce 1983. O čtyři roky později odešel do kláštera v Alžírsku.. |
| br. Luc Dochier        | 31. leden 1914, Bourg-le-Péage | 15. srpen 1949              | Nejstarší člen komunity, který odešel do kláštera Panny Marie v Atlasu již na sklonku roku 1941. Byl vystudovaným doktorem a tuto profesi vykonával i v klášteře, díky níž byl velmi vážený u místních obyvatel..                                                                             |
| br. Michel Fleury      | 21. květen 1944, Ste Anne      | 28. srpen 1986              | V klášteře zastával funkci kuchaře a zahradníka. Byl znám pro svou prostotu a ducha modlitby. . |
| br. Paul Favre-Miville | 17. květen 1939, Vinzier       | 20. srpen 1991              | Před vstupem do kláštera pracoval jako instalatér. Do řádu vstoupil v roce 1984 a do Alžírska odešel o tři roky později. V komunitě pomáhal s různými manuálními pracemi.. |

## Vyšetřování události
Panují podezření, že za zavražděním mnichů stojí alžírská armáda. To v roce 2009 podepřela výpověď, uveřejněná nejdříve v deníku Le Figaro, tehdejšího francouzského vojenského atašé v Alžíru generála Francoise Buchwaltera. Ten prohlásil, že již tehdy mu jeho informátor z řad alžírských bezpečnostních sil prozradil pravdu o tom, že mniši byli zabiti omylem vládními vojáky z helikoptéry při útoku na domnělý tábor islamistů. Dokonce existuje verze, že akce byla provedena tajnými službami s cílem obvinit z útoku islamisty a získat tak další prostředky na boj proti terorismu.
V říjnu 2014 se do Alžírska vypravila dvojice francouzských vyšetřovatelů a exhumovala lebky zavražděných mnichů pohřbených v Tibhirine. Alžírská vláda však zamítla převoz jakýchkoli ostatků do Francie pro další zkoumání. Následné vyšetřování vedené protiteroristickým soudcem Marcem Trévidicem se přiklonilo k tomu, že mniši byli zabiti několik týdnů před 21. květnem, oficiálně oznámeným datem zabití zadržovaných, asi mezi 25.–27. dubnem. Dále na exhumovaných hlavách zavražděných nebyly objeveny stopy po střelách, což oslabuje výpověď generála Buchwaltera, že mohli být zabiti při náletu alžírské armády. Jeden ze závěrů ale také poznamenává, že z důvodu neobjevených těl není možné určit přesnou příčinu úmrtí ani s jistotou označit datum smrti. Výsledky tohoto vyšetřování byly založeny jen na nákresech a fotografií pořízených při exhumaci ostatků zavražděných, kvůli nemožnosti cokoli z Alžírska odvézt.
Nicméně vyšetřování dále pokračují a je snaha dobrat se k závěrečné odpovědi k tomuto případu, jak zdůraznila francouzská ministryně spravedlnosti Christiane Taubira při své prosincové návštěvě Alžírska v prosinci 2015.
K významnému kroku v celé historii případu došlo v červnu 2016, kdy alžírská vláda povolila převezení ostatků.
Patrick Baudouin právní zástupce pozůstalých rodin mnichů si od tohoto zlomového kroku vlády slibuje vnesení více podrobností i pravdy do celého případu.

### Souhrn teorií o zavraždění mnichů
Existují tak vesměs tři teorie, jak se odehrála celá tragédie. První verze oficiálně šířená Alžírskou vládou tvrdí, že za útokem stojí Ozbrojená islámská skupina, tuto verzi ale nikdy pozůstalí příbuzní nepřijali. Druhá verze se zakládá na výpovědi generála Buchwaltera z roku 2009, jenž tvrdil, že vraždy má na svědomí útok alžírské armády, provedený na domnělý tábor teroristů dne 27. března. Třetí verze zakládající se na fotografiích ostatků mnichů, exhumovaných v roce 2014, má za to, že k vraždě došlo pravděpodobně na konci dubna a zároveň z důvodu nenalezených stop po kulkách v lebkách zabitých mnichů popírá letecky vedený útok.

### Nejasnosti
Dodnes nebyla nalezena těla mnichů. Není jasné, zda v době, kdy Ozbrojená islámská skupina nabízela výměnu unesených trapistických mnichů za propuštění svých zadržovaných členů, byli řeholní bratři ještě naživu.
Teroristé z této organizace nebrali rukojmí, výjimkou předtím byli jen tři unesení pracovníci francouzského konzulátu v říjnu 1993.
Je také možná, že ač mnichy unesli teroristé z GIA a mohli být také jejich vrahy, ve skutečnosti šlo o skupinu infiltrovanou vládou. Celá akce tak mohla být vyprovokována vládními jednotkami s cílem připsat útok islamistům.